# Reginaldo Fernandes de Oliveira
Reginaldo Fernandes de Oliveira (Natal, 24 de agosto de 1903 — Rio de Janeiro, 26 de agosto de 1988) foi um político brasileiro. Exerceu o mandato de senador pelo Rio Grande do Norte entre abril e outubro de 1955 e de fevereiro de 1956 até 1963.
Filho de Roque Fernandes de Oliveira e de Aurélia Fernandes de Oliveira. Com sua mulher Jandira Fernandes de Oliveira teve dois filhos, Paulo Affonso Fernandes de Oliveira e Maria Regina Fernandes de Oliveira. 
Estudou no Ateneu Norte-Rio-Grandense, transferindo-se depois para o Rio de Janeiro, então Distrito Federal, onde se diplomou em 1928 pela Faculdade de Medicina. Exerceu sua profissão como diretor de hospitais públicos de tuberculosos do Rio de Janeiro, entre os quais o Hospital Miguel Pereira, dirigindo o departamento de tuberculose da prefeitura dessa cidade.
No pleito de dezembro de 1945 candidatou-se a deputado pelo Rio Grande do Norte à Assembléia Nacional Constituinte na legenda do Partido Republicano Progressista (PRP), obtendo apenas uma suplência. Amigo do vice-presidente João Café Filho, em 24 de agosto de 1954, horas após a morte de Getúlio Vargas, convocou por telefone, em nome do sucessor do presidente da República, o brigadeiro Epaminondas Gomes dos Santos, então ministro da Aeronáutica, a comparecer ao palácio do governo para informá-lo de sua exoneração do cargo e participar-lhe que deveria transmiti-lo ao brigadeiro Eduardo Gomes. Ainda em 1954, em outubro, foi eleito suplente do senador pelo Rio Grande do Norte Dinarte Mariz, na legenda da coligação formada pela União Democrática Nacional (UDN), Partido Social Democrático (PSD) e Partido Social Progressista (PSP). Ocupou uma cadeira no Senado de abril a outubro de 1955 e de fevereiro de 1956 — ano em que Dinarte Mariz renunciou para assumir o governo do Rio Grande do Norte — até o final do mandato, em janeiro de 1963, tendo presidido a Comissão de Saúde Pública da casa.
Foi ainda presidente da Federação Brasileira das Sociedades de Tuberculose, diretor do Serviço Nacional de Tuberculose, membro do Conselho Nacional de Saúde, da Academia Nacional de Medicina, membro-conselheiro da Union Internationale contre la Tuberculose e governador do capítulo brasileiro do American College of Chest Physicians.
Morreu na cidade do Rio de Janeiro no dia 26 de agosto de 1988.
Publicou Tisiologia clínica (1ª e 2ª séries), Clínica da tuberculose primária pulmonar do adulto e A função respiratória da tuberculose pulmonar.